# Per Åke Laurén
Per Åke Laurén est un artiste et traducteur finlandais, né à Helsinki le 20 mai 1879 où il est mort le 13 janvier 1951.

## Biographie
Après des études à l'Association des Arts de Finlande de 1899 à 1901, il effectue plusieurs séjours à Paris entre 1906 et 1912. Il expose pour la première fois en 1900. Ses premières œuvres sont influencées par les thèmes nationaux et le symbolisme, comme la plupart des artistes finlandais d'alors. Par la suite, il représente principalement des paysages et des scènes de la vie paysanne, qui le rapprochent notamment de Juho Rissanen.
Dans les années 1910, ses peintures influencées par le modernisme deviennent plus colorées. À partir de 1913, il fait partie du Groupe Septem fondé par Magnus Enckell, dans lequel il remplace Ellen Thesleff. Il y expose, en 1916, sa toile Keskikesä qui reprend en partie des principes néo-impressionnistes apportés par Septem.
Il enseigne à l'École centrale des Arts de 1926 à 1951, et à l'Association des Arts de Finlande de 1937 à 1944.
Il traduit plusieurs textes finlandais en suédois, notamment ceux d'Aleksis Kivi, dont il a illustré le roman Sju bröder (Sept Frères) et d'autres œuvres. Il a aussi écrit des pièces de théâtre.